# Peterborough (Australia Południowa)
Peterborough – miejscowość w Australii Południowej założona na początku lat 70. XIX wieku. Aż do 1917 kiedy zmieniono nazwę na dzisiejszą miejscowość była znana jako Petersburg.
Pochodzenie nazwy miasta nie jest do końca jasne, przypuszcza się, że może ona pochodzić od imienia właściciela ziem na których ono powstało – Petera Doecke lub też od nazwy pierwszego sklepu kolonialnego w mieście "Peters Store".
Petersburg powstał jako centrum zaopatrzeniowe dla wielu osad które powstały już wcześniej w tej okolicy. 17 stycznia 1881 do miasta przybył pierwszy pociąg poruszający się na właśnie otwartej trasie z Port Pirie do Jamestown, wkrótce potem do miasta dotarła następna linia kolejowa do Terowie, a w 1887 otworzono linię kolejową do Broken Hill.
Pomimo że czas świetności miasta już minął, Peterborough zachowało charakter ważnego węzła kolejowego i znajduje się w nim wiele dobrze zachowanych pamiątek z okresu czasów jego świetności. Jedną z najczęściej odwiedzanych atrakcji turystycznych w Petersborough jest muzeum kolejnictwa "Steamtown" które według informacji z samego muzeum, jest jedynym miejscem na półkuli południowej, i najprawdopodobniej jedynym na świecie, z obrotnicą o potrójnym rozstawie torów.

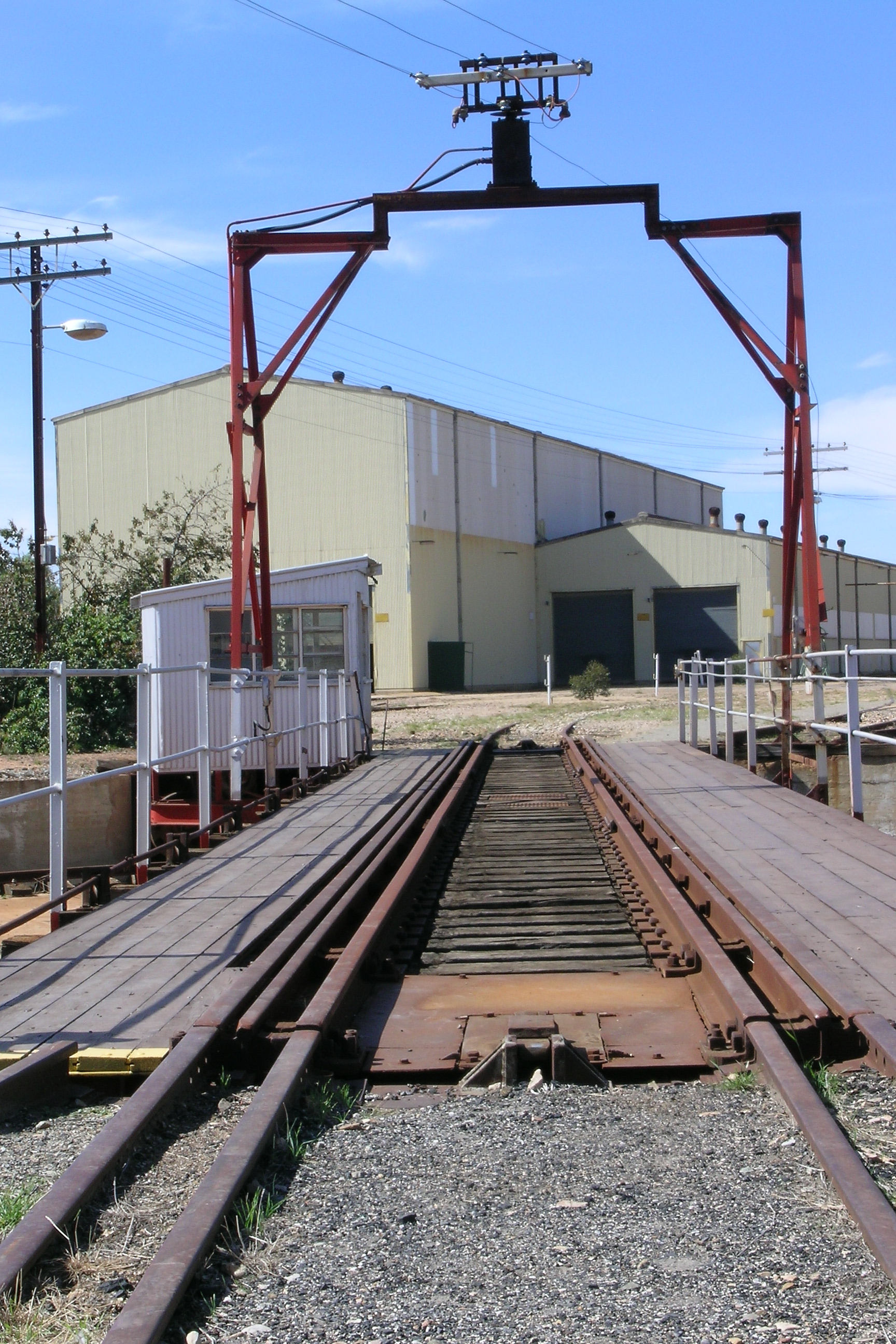
Obrotnica w potrójnym rozstawem szyn